# Списък на спътници Космос
Това е списък на изстрелванията на спътниците от серията „Космос“. Предвид големия брой спътници за удобство на читателя списъкът е разделен в групи по 250 поредни номера:
- Списък на спътници Космос (1-250)
- Списък на спътници Космос (251-500)
- Списък на спътници Космос (501-750)
- Списък на спътници Космос (751-1000)
- Списък на спътници Космос (1001-1250)
- Списък на спътници Космос (1251-1500)
- Списък на спътници Космос (1501-1750)
- Списък на спътници Космос (1751-2000)
- Списък на спътници Космос (2001-2250)
- Списък на спътници Космос (2251-2500)